# Cheimerius matsubarai
Cheimerius matsubarai es una especie de peces de la familia Sparidae en el orden de los Perciformes.

## Morfología
• Los machos pueden llegar alcanzar los 60 cm de longitud total.

## Distribución geográfica
Se encuentra en las  costas del noroeste del Pacífico: Japón y Taiwán.